# 快傑蒸汽偵探團
《快傑蒸汽偵探團》，是麻宮騎亞的漫畫，曾改编為電視動畫作品。

## 電視動畫
從1998年10月7日至1999年3月31日TV東京系列以『快傑蒸汽偵探團 TV ANIMATION SERIES』的標題廣播。全26回。

## 登場人物
鳴滝（ナルタキ）
保志総一朗 / 折笠愛
活躍在蒸汽城中的一名男孩偵探，繼承了他作為偵探的已故父親（聲音：Tetsuaki Genda（戲劇CD））的意願。 儘管他看上去像個正常的男孩，但他與許多怪物和罪犯作鬥爭，並獲得了偵探的信任。 帶著踏板車趕到現場，並用裝有手工子彈的拳頭槍與犯罪分子進行大回合。
我喜歡甚至成年人都不能喝的苦咖啡，但我卻不擅長糖果。 有時他會表現出男孩子般的一面，他討厭注射劑，並在生日那天想要一輛模型鐵路。

### 職員
- 原作：麻宮騎亞(STUDIO TRON)『集英社「ウルトラジャンプ」連載·跳躍漫畫刊』
- 規劃：大野實(讀賣廣告公司)
- 規劃合作：Ganges
- 監督：村山靖
- 系列構成：荒川稔久
- 劇本：荒川稔久、荒木憲一、網谷正治、村山清志、山部康男、川崎裕之
- 人物設計：高見明男
- 機械設計：橋本敬史
- 道具設計：うのまこと
- 美術監督：高山八大
- 色彩設定：關本美津子
- 攝影監督：金澤章男
- 編輯：正木直幸
- 音樂：ウィンビィーコーポレーション
- 音樂合作：東京電視台音樂
- 音頻演出：田中英行
- 音響製作：(株)オーディオ・タナカ
- 效果：莊司雅弘(Fizz Sound Creation)
- 錄音調整：小原吉男
- 錄音室：タバック